# Novelas Caracol
Novelas Caracol es un canal de televisión por suscripción colombiano propiedad de Valorem y operado por Caracol Televisión, en colaboración exclusiva con Tigo. Su programación está compuesta por novelas y series producidas por Caracol Televisión.

## Historia
Inició sus emisiones el 23 de febrero de 2009.
El 1 de junio de 2017, el canal cambia su relación de aspecto de 4:3 a 16:9.
El 1 de febrero del 2025, el canal se encuentra disponible en HD.

## Programación
Su programación se basa en las telenovelas, series y dramatizados producidos por Caracol Televisión, tanto actuales como de años anteriores.